# Pulau Saigon
Pulau Saigon est une île située dans le Sud de l'île principale de Singapour. 

## Géographie
Elle se situe dans la rivière Singapour entre les rives du Robertson Quay (en) et s'étend sur environ 200 m de longueur pour une largeur équivalente.

## Histoire
La zone apparait sur une carte de 1839 comme une mangrove et porte le nom de Kampong Saigon sur une autre carte de 1878. En 1888, des projets britanniques visant à augmenter la largeur et la profondeur de la rivière Singapour facilitèrent l'accès aux entrepôts existants de Pulau Saigon, ce qui rendit d'autres parties de l'île commercialement viables. Des quais et des ponts ont été construits et de nombreux bâtiments d'origine ont été démolis et remplacés par ceux des nouvelles industries allant de l'abattage du bétail à la fabrication de poteries et à la destruction des ordures. 
En 1972, la rivière est drainée et l'île est alors raccordée partiellement au continent. En 1988, il y reste des entrepôts en mauvais états qui, lors d'un autre drainage en 1991 qui relie définitivement l'île, sont démolis.   
En février-mars 2016, une expédition à la bibliothèque archéologique de l'université nationale de Singapour, présente des objets archéologiques issus de l'île.